# Кућа народног хероја Стевана Чоловића
Кућа народног хероја Стевана Чоловића је објекат који се налази у селу Радобуђа у општини Ариље. Кућа је проглашена непокретним културним добром као споменик културе Србије. 

## Опште информације
Овај објекат представља значајан споменик Народноослободилачке борбе народа Југославије јер је у њој живео и илегално радио Стеван Чоловић, учесник Народноослободилачке борбе и народни херој Југославије. Током 1941. године у кући се налазио штаб партизанског одреда из овог краја где су одржавани састанци и рађени први писани документи устанка. Кућа је била центар окупљања и организовања народа за борбу против окупатора.
Данас се у овом објекту налази Меморијални музуеј народног устанска среза Ариљског, који је отворен 22. августа 1981. године у част четрдесетогодишњице првог ослобођења Ариља.